# غايل ويليامسون
غايل ويليامسون (بالإنجليزية: Gayle Williamson)‏ هي عارضة بريطانية، ولدت في 1980.